# Chromis intercrusma
Chromis intercrusma es una especie de peces perciformes de la familia Pomacentridae.

## Morfología
Los machos pueden llegar alcanzar los 29 cm de longitud total.

## Hábitat
Es un pez de mar.

## Distribución geográfica
Se encuentra desde Cabo Blanco (Perú) hasta Tarapacá (Chile ). 